# Casa Veneziana (Sighișoara)
La Casa Veneziana di Sighişoara (in romeno Casa Venețiană) è stata chiamata così per le pietre che incorniciano le finestre, che imitano lo stile a bifora veneziano. La casa risale al XVI secolo. Una leggenda narra che il sindaco di Sighișoara si innamorò di una donna veneziana che aveva portato nella sua città natia. Erano felici, ma a lei mancava così tanto Venezia che il sindaco decise di ricostruire la propria abitazione, dandole uno stile veneziano.